# RDS-1
RDS-1 (russe : Реактивный двигатель специальный, Reaktivnyi Dvigatel Specialnyi, littéralement « moteur à réaction spécial ») fut la première bombe A testée par l'URSS et la première arme nucléaire conçue et expérimentée hors des États-Unis. Son surnom russe fut « Premier éclair » (Первая молния, Pervaïa molnia), les Américains l'ont appelé Joe One en référence à Joseph Staline.

## Caractéristiques
Pour un article plus général, voir Projet de bombe atomique soviétique.
D'une puissance de 22 kilotonnes, elle fut conçue par l'Institut panrusse de recherche scientifique en physique expérimentale et testée le 29 août 1949 sur le polygone nucléaire de Semipalatinsk, Kazakhstan.
Elle est une réplique de Fat Man, les services de renseignements soviétiques ayant infiltré le projet Manhattan ; leurs agents (dont Klaus Fuchs et David Greenglass[réf. nécessaire]) ne furent démasqués qu'avec le projet Venona.

## Conséquence: la course à l'armement nucléaire
La nouvelle surprit les puissances occidentales, et une course aux armements nucléaires démarre alors entre les deux superpuissances durant la guerre froide. Les services de renseignements américains estimaient alors que les Soviétiques ne disposeraient pas d'arme atomique avant 1953, et les Britanniques penchaient même pour 1954. Lorsque l'US Air Force détecta les retombées radioactives de l'essai russe, les autorités américaines tentèrent de remonter à la source des traces. Le président Truman rendit la nouvelle publique le 23 septembre 1949 : « Nous avons la preuve qu'au cours de ces dernières semaines, une explosion atomique a eu lieu en U.R.S.S. »
Cette déclaration prit sans doute aussi de court les Soviétiques, qui croyaient avoir réalisé leur essai dans le plus grand secret, et ignoraient que les États-Unis avaient mis sur pied une plate-forme de détection de retombées radioactives à partir d'une flotte spéciale de bombardiers B-29 : ce dispositif avait été testé à partir d'émissions radioactives contrôlées (dites Green Run) effectuées depuis le complexe nucléaire de Hanford. Ce fut un des premiers tournants de la guerre froide ;  l'Union Soviétique possédant l'arme atomique, les pressions politiques aux États-Unis poussèrent au développement de la bombe H.